# Leticia Sabater
Leticia María Sabater Alonso, més coneguda com a Leticia Sabater, (Barcelona, 21 de juny de 1966) és una presentadora de televisió, cantant i actriu catalana.

## Biografia
Es la segona filla del matrimoni format per l'enginyer de mines Jorge Sabater de Sabatés (1933-2024) i María del Carmen Alonso Martínez-Cobo de Guzmán (1944-2010). Té dues germanes, Silvia (1963-2020) i Casilda (n. en 1970).

### TVE (1986-1991)
Debutà per primer cop l'any 1986, com a figurant al programa Un, dos, tres... Responda otra vez. Més tard, s'incorporà al programa Por la mañana, de Televisió Espanyola. L'abril del 1990 presenta per primer cop el seu propi programa infantil, No te lo pierdas, que es tingué una duració d'un any en pantalla. En 1991 interpretà Clara García en la sèrie de Mariano Ozores Taller mecánico.

### Telecinco (1991-1995)
El setembre de l'any 1991 va ser contractada per Telecinco i presentà diversos programes infantils: Desayuna con alegría (1991-1993), A mediodía, alegría (1992-1993), i Vivan los compis (1992).

### TVE (1995-1999)
El 1995 torna a TVE, per presentar el concurs Lo que hay que tener, seguit, més endavant, del programa Mucha marcha, en pantalla fins a l'any 1999.

### Últims projectes
A més de treballar alguns anys a la televisió local madrilenya Canal 7, el desembre de l'any 2001 interpretà el paper principal de Dorita a El mago de Oz.
Finalment, entre el 2001 i el 2009, participà en diversos espais televisius, com La selva de los famosos (2004) a Antena 3, Esta cocina es un infierno (2006) a Telecinco, i TNT a Telecinco.
També fou actriu a les produccions teatrals Sexo en Nueva York, i al film Trece Rosas.
Ha fet aparicions en sèries de youtube com Válidas (2020)

## Carrera musical
La carrera musical de Leticia Sabater es limità a la publicació d'un disc amb el títol Leticia Sabater, del qual se n'extragueren dos singles: Mi vecina favorita i En tu casa o en la mía. Un any després, gravà el disc infantil Nosotros somos el mundo.

## Trajectòria

### Pel·lícules
| Pel·lícules | Pel·lícules         | Pel·lícules | Pel·lícules     |
| Any         | Títol               | Personatge  | Notrs           |
| ----------- | ------------------- | ----------- | --------------- |
| 1996        | Simple mortal       | Leticia     | Paper principal |
| 2007        | Las 13 rosas        | Funcionaria | Paper menor     |
| 2008        | Paraíso Club        | Marquesa    | Curtmetratge    |
| 2011        | La Daga de Rasputín |             |                 |

### Sèries de televisió
| Sèries de televisió | Sèries de televisió       | Sèries de televisió      | Sèries de televisió |
| Ay                  | Títol                     | Personatge               | Notes               |
| ------------------- | ------------------------- | ------------------------ | ------------------- |
| 1987                | Lorca, muerte de un poeta | Noia festa               | 1 episodi           |
| 1991 - 1992         | Taller mecánico           | Clara García             | 20 episodis         |
| 1996                | La antorcha encendida     | Joaquina Torreo d'Esteve | 1 episodi           |
| 1996                | Canciones de amor         | Valeria                  | 3 episodis          |

### Programes de televisió
| Programes de televisió | Programes de televisió               | Programes de televisió | Programes de televisió |
| Any                    | Títol                                | Cadena                 | Notes                  |
| ---------------------- | ------------------------------------ | ---------------------- | ---------------------- |
| 1986 - 1987            | Un, dos, tres... responda otra vez   | TVE                    | Hostessa               |
| 1987 - 1989            | Por la mañana                        | TVE                    | Col·laboradora         |
| 1990 - 1991            | No te lo pierdas                     | TVE                    | Presentadora           |
| 1991 - 1993            | Desayuna con alegría                 | Telecinco              | Presentadora           |
| 1991                   | Circo, humor y fantasía              | Telecinco              | Presentadora           |
| 1992                   | Vivan los compis                     | Telecinco              | Presentadora           |
| 1992 - 1993            | A mediodía, alegría                  | Telecinco              | Presentadora           |
| 1993                   | Mañana serán estrellas               | Telecinco              | Presentadora           |
| 1994                   | Campeones de la playa                | Telecinco              | Presentadora           |
| 1995 - 1996            | Lo que hay que tener                 | TVE                    | Presentadora           |
| 1995 - 1999            | Mucha marcha                         | La 2                   | Presentadora           |
| 2002 - 2003            | Mentiras peligrosas                  | Canal 7                | Presentadora           |
| 2003                   | Danubio azul                         | Canal 7                | Presentadora           |
| 2004                   | Tu segunda luna de miel              | Canal 7                | Presentadora           |
| 2004                   | Merienda con Leticia                 | Canal 7                | Presentadora           |
| 2004                   | La selva de los famosos              | Antena 3               | Concursant             |
| 2005 - 2007            | TNT                                  | Telecinco              | Col·laboradora         |
| 2006                   | Esta cocina es un infierno           | Telecinco              | Concursant             |
| 2006 - 2007            | ¡Mira quién baila!: Especial Navidad | TVE                    | Concursant             |
| 2011                   | Acorralados                          | Telecinco              | Concursant             |
| 2013                   | Sálvame Diario                       | Telecinco              | Col·laboradora         |
| 2013                   | Expedición Imposible                 | Cuatro                 | Concursant             |
| 2017                   | Hable con ellas                      | Telecinco              | Presentadora           |
| 2017                   | Supervivientes                       | Telecinco              | Concursant             |

### Teatre
| Obres de teatre | Obres de teatre        | Obres de teatre | Obres de teatre |
| Any             | Títol                  | Personatge      | Notes           |
| --------------- | ---------------------- | --------------- | --------------- |
| 1994 - 1995     | Mejor en octubre       | Ana             | Romanç          |
| 2001 - 2002     | El Mago de Oz          | Dorita          | Musical         |
| 2005 - 2006     | 5lesbianas.com         | Leticia         | Comèdia         |
| 2007 - 2008     | Sexo en Nueva York     | Samantha Jones  | Drama           |
| 2012 - 2014     | Había una vez un circo | Leticia         | Comèdia         |
| 2015 - 2016     | Frozen                 | Elsa            | Musical         |

## Discografia

### Àlbums
- Nosotros somos el mundo (1991).
- Leticia (1993).
- Leti Funk (1994).
- Con mucha marcha (1997).
- Canciones de Guardería (2010).

### Singles
- "Tú vecina favorita" (1990).
- "En tu casa o en la mía" (1990).
- "Leti Rap" (1991).
- "Se fue" (2011) (Versió del tema de Laura Pausini).
- "Mr. Policeman" (2012).
- "Yo quiero fiesta" (2013).
- "Universo Gay" (2014).
- "YMCA" (2015).
- "La salchipapa" (2016).
- "¡¡¡Toma Pepinazo!!!" (2017).
- Tukutú (2018).[14]
- "El polvorrón" (2018)
- "Ritmo Latino" (2019)
- "18 centímetros papi" (2019)
- "Trinchame el pavo" (2019)
- "Vete pal carajo tra tra" (2020)
- "Papa Noel, You're the only one" (2020)
- "La Bananakiki" (2021)
- "Mi Vida es Mía" (2021)
- "La p**a ama" (2022)
- "Papá Nöel lléname el tanke" (2022)
- "Barbacoa al punto G" (2023)
- "Me comeré un pibón" (2023)